# Flussio
Flussio (sardisk: Frussìo) er en by og en kommune (comune) i provinsen Oristano i regionen Sardinien i Italien. Byen ligger i 305 meters højde og har 440 indbyggere (2016). Kommunen har et areal på 6,87 km² og grænser til kommunerne Magomadas, Modolo, Sagama, Scano di Montiferro, Sennariolo, Suni, Tinnura og Tresnuraghes.